# Чад Майкъл Мъри
Чад Майкъл Мъри (на английски: Chad Michael Murray) е американски актьор и манекен, най-известен с ролята си на Лукас Скот в сериала One Tree Hill.

## Ранен живот
Роден е на 24 август 1981 година в Бъфало, Ню Йорк. Прякорът му е The Chad (Дъ Чад). Голямата му мечта да стане спортист се разбива след контузия. Атлет по природа, той е посъветван от медицинска сестра да се пробва като манекен. Мъри получава стипендия от местната модна агенция „Wright Model and Talent“, която му позволява да се състезава в Орландо. Там той е забелязан от търсач на млади таланти от Лос Анджелис. Кариерата му в Лос Анджелис се развива шеметно и за кратко време той вече е модел на най-известните модни къщи и дизайнери, сред които „Gucci“, „Tommy Hilfiger“ и „Skechers“.

## Кариера
Чад участва като гост в няколко телевизионни шоута, някои от тях са: „Diagnosis Murder“ 1993 в ролята на Рей Сантучи, „Dawson's Creek“ 2002 в ролята на Чарли Тод.
По време на престоя си в Лос Анджелис получава малка роля в сериала Диагноза: убийство (Diagnosis: Murder). Скоро след това неговата филмова кариера процъфтява и Чад получава голяма роля в поредицата Gilmore Girls на Уорнър Брос, където играе ролята на Тристин Дю Грей. Участва и в Последствия (2001) и в Кръгът на Доусън (Dawson's Creek).
Продължава с филмите, но не на малкия, а на големия екран. През 2003 г. участва във филма Шантав петък (Freaky Friday), където играе заедно с Линдзи Лоън и Джейми Лий Къртис. В същата година красавецът получава главна роля (Лукас Скот) в тийнейджърския драматичен сериал Трий Хил (One Tree Hill). Снима се и в Историята на Пепеляшка (2004) (A Cinderella Story) заедно с очарователната Хилари Дъф.

## Личен живот
На 16 април 2005 Чад сключва брак с актрисата София Буш, с която по това време заедно участват в сериала Трий Хил (One Tree Hill) в ролята на Брук Дейвис. Развеждат се през декември 2006 г.
През 2014 г. Чад Майкл Мъри започва връзка с актрисата Сара Рьомер. През януари 2015 г. двойката обявява, че са се оженили и чакат дете.. Синът им се ражда на 31 май 2015 г., а през март 2017 г. им се ражда дъщеря.

## Филмография

### Кино
- „Шантав петък“ (Freaky Friday) (2003)
- „Историята на Пепеляшка“ (A Cinderella Story) (2004)
- „Къщата на восъка“ (House of Wax) (2005)
- „Домът на смелите“ (Home of the Brave) (2006)
- „The Lone Ranger“ (2003)
- „Aftermath“ (2001)
- „Murphy's Dozen“ (2001)

### Телевизия и сериали
1. Undressed (2000) – (участвал в 1 епизод)
2. Diagnosis Murder (2000) – (участвал в 1 епизод)
3. „Момичетата Гилмор“ (Gilmore Girls) (2000 – 2001)
4. „Трий Хил“/(One Tree Hill) (2003 – 2009)
5. „Dawson's Creek“ (2001 – 2002)